# Ediciones Torremozas
Ediciones Torremozas és una editorial espanyola especialitzada en la difusió de literatura escrita per dones.

## Història
L'editorial va ser fundada per la poetessa i assagista Luzmaría Jiménez Faro el 1982 a Madrid. Des del principi, l'objectiu principal va ser la divulgació de la literatura femenina, especialment en el gènere poètic; s'hi varen orientar tant la publicació de treballs d'autores novells com el rescat de l'obra de nombroses escriptores i intel·lectuals oblidades. Era també una resposta a una necessitat de l'època: malgrat que havia finalitzat la transició a la democràcia, les dones literates continuaven trobant dificultats per accedir a les editorials. Després de la mort de Luzmaría Jiménez el 2015, la seva filla Marta Porpetta Jiménez va prendre el relleu al capdavant de l'editorial.

## Catàleg
El gairebé miler de títols que Torremozas havia editat en el seu quarantè aniversari i els que vindrien després es distribueixen en diferents col·leccions que abasten diversos gèneres (narrativa, teatre, assaig, biografia, memòries, epistolaris), tot i que predominen les col·leccions dedicades a la lírica. El 1982 va inaugurar el fons el primer volum d'una sèrie poètica, la Col·lecció Torremozas; es titulava Poemas (Primera selección de nuevas voces) i reunia composicions de quatre poetesses: Lola Deán, Pilar Monzón, Amaranta Ortega i María Carmen Tobajas. Aquesta voluntat manifesta des del primer títol de difondre autores emergents va conviure amb la recuperació de figures consolidades però sovint oblidades pel món editorial, amb obres introbables per la penúria de reedicions, o directament marginades o ignorades.
En aquest àmbit cal destacar l'atenció al llegat literari de Carmen Conde i Gloria Fuertes. Això no és casual, sinó conseqüència lògica de la relació directa d'ambdues escriptores amb Luzmaría Jiménez, que va ser designada marmessora literària per Conde i hereva universal de Fuertes. Cal citar també els volums poètics d'autores contemporànies amb una dilatada trajectòria, com ara Pino Ojeda (El alba en la espalda, 1987), Aurora de Albornoz (Canciones de Guiomar, 1990), Elena Andrés (Talismán de identidad, 1992),  Ernestina de Champourcin (Del vacío y sus dones, 1993), Concha Zardoya (El don de la simiente, 1993) y Ana Rossetti (Panabcdario, 2014).
Tampoc no s'ha desatès la producció de poetesses que gairebé es poden considerar clàssiques: Emily Dickinson, Emily Brontë, l'espanyola Carmen de Burgos, l'argentina Alfonsina Storni, l'uruguaiana Juana de Ibarbourou o la portuguesa Florbela Espanca. A Luzmaría Jiménez es deu a més una notable tasca de compiladora de la poesia femenina, com acredita la publicació al seu segell dels seus quatre volums (1995-2002) de Poetisas Españolas. Antologia general (Tom I. Fins a 1900; II. De 1901 a 1939; III. De 1949 a 1975; IV. De 1976 a 2001).